# Асадов, Герай Лятиф оглы
Герай Лятиф оглы Асадов (азерб. Gəray Lətif oğlu Əsədov; 1923, Шахсеван, Карягинский уезд — 12 октября 1944, Маргита, Румыния) — участник Великой Отечественной войны, стрелок 281-го гвардейского стрелкового полка 93-й гвардейской стрелковой Харьковской Краснознаменной ордена Суворова дивизии 27-й армии 2-го Украинского фронта, гвардии сержант, Герой Советского Союза.

## Биография
Герай Асадов родился в 1923 году в селе Шахсеван (ныне в Бейлаганском районе Азербайджана). По национальности — азербайджанец. После получения начального образования работал в колхозе.
В 1942 году Асадов был призван в Красную Армию и с июня того же года на фронте. Сражался на Курской дуге и в Молдавии. 6 октября 1944 года в бою за село Влаха, находящийся в 10 км юго-западнее румынского города Клуж, Асадов первым ворвался в расположение противника и гранатами уничтожил более 10 немцев. В бою за город Хуандин он уничтожил расчёт миномёта противника и открыл из него огонь, в результате чего погибли более двух десятков немецких солдат и офицеров. 12 октября в ходе боёв за станцию Маргита в Северной Трансильвании гвардии сержант Герай Асадов гранатами забросал пулемётное гнездо противника, препятствовавшее наступлению. Однако при попытке атаки, пулемёт вновь открыл огонь. Не имея больше гранат, Асадов с криком «Вперёд, за Родину!» закрыл своим телом амбразуру огневой точки.
Указом Президиума Верховного Совета СССР от 24 марта 1945 года ему присвоено звание Героя Советского Союза (посмертно).

## Награды
- Орден Красного Знамени;
- Орден Ленина;
- Герой Советского Союза — указом Президиума Верховного Совета СССР от 24 марта 1945 года.

## Память
Именем Асадова названа одна из улиц Баку, а также совхоз и средняя школа в родном селе и улица в городе Бейлаган.